# Fasada
Fasada (tudi stavbno pročelje) je zunanja, navadno čelna, arhitektonsko poudarjena stran stavbe. Danes se pojem fasada uporablja tudi kot sinonim za zunanjo steno.
Fasade ločimo po zgradbi, materialu in konstrukciji. Oblikovanje fasade je pomembna tema arhitekture in ustvarjalna zgradba elementov kompletnega objekta gradbene tehnike.  

## Etimologija
Beseda je izposojenka iz francoske façade, ki pa izvira iz italijanskega facciata, iz faccia, ki pomeni obraz, nazadnje iz postklasičnega latinskega facia. Najstarejša uporaba, ki jo je zabeležil Oxford English Dictionary, je 1656.

## Vloga
Fasada je pomemben del objekta. Ta močno ustvarja estetski videz, hkrati pa služi kot zaščita objekta pred zunanjimi vremenskimi vplivi. V praksi se k fasadi pogosto prištevajo tudi kompatibilni izolacijski sistemi oz. materiali, ki zagotavljajo primerno klimo v prostorih objekta in zmanjšujejo porabo.
Nenazadnje pa fasade hiš igrajo pomembno vlogo v okolju, saj ustvarjajo del estetskega videza okolja.

## Vrste fasad

### Kontaktne fasade
Kontaktne fasade so fasade, kjer se sloji »lepijo« en na drugega. Kontaktne fasade so pri nas najbolj razširjene. Vidimo ji na večini novih in starih hiš. Med seboj ločimo:
- ometane, neizolirane fasade
- ometane, izolirane fasade

#### Ometane, neizolirane fasade
Ometane neizolirane fasade so prisotne na starejših hišah. Sestavljajo jih obrizg ter grobi in fini omet. Problem vlage pri takih fasadah rešuje apno, saj »vpija vlago, ko je njena raven visoka in jo oddaja v prostor, ko je nizka«.

#### Ometane, izolirane fasade
Ometane izolirane fasade ali tudi kontaktne fasade so večslojni izolacijski sistemi. Pri kontaktnih fasadah izolacijski sloj poleg funkcije izolativnosti nosi tudi funkcijo nosilnosti zaključnih slojev. Za izolacijo se uporabljajo materiali kot so stiropor (EPS), kamena volna in paro propustni stiropor oz. Silber Reflex plošče. Med seboj ločimo tankoslojne fasade, kjer izolacijski sloj z lepili »nosi« tudi zaključni sloj in pa debeloslojne fasade, kjer se izolacijski sloj pritrjuje še s sidri. Tankoslojne fasade so primerne za debeline do 6 mm, v praksi pa se uporabljajo za sanacijo starih objektov. Debeloslojne fasade se uporabljajo na novogradnjah.

### Obložene fasade
Ko je zunanji sloj fasade pritrjen ali prilepljen na nosilno steno, govorimo o obloženih fasadah. Te ločimo na prezračevane in ne-prezračevane fasade. Kot zunanji sloj obloženih fasad se uporablja les (npr. macesen), pločevinasti paneli, cementne plošče, umetni materiali itd. V kategorijo obloženih fasad spadajo tudi steklene in kamnite fasade.  